# We Are 1 (album)
 (octobre 2021).
Si vous disposez d'ouvrages ou d'articles de référence ou si vous connaissez des sites web de qualité traitant du thème abordé ici, merci de compléter l'article en donnant les références utiles à sa vérifiabilité et en les liant à la section « Notes et références ».
Albums de U.D.O.
Steelfactory
(2018) Game Over
(2021)
We Are 1 est le dix-septième album studio du groupe allemand de heavy metal U.D.O., sorti le 17 juillet 2020.
Collaboration de U.D.O. et de l'orchestre symphonique de l'armée allemande  Das Musikkorps der Bundeswehr.

## Liste des titres
| No  | Titre                         | Durée |
| --- | ----------------------------- | ----- |
| 1.  | Pandemonium                   | 5:27  |
| 2.  | We Are One                    | 4:43  |
| 3.  | Love and Sin                  | 7:11  |
| 4.  | Future is the reason Why      | 5:02  |
| 5.  | Children of the World         | 6:35  |
| 6.  | Blindfold (The Last Defender) | 4:19  |
| 7.  | Blackout                      | 2:39  |
| 8.  | Mother Earth                  | 4:10  |
| 9.  | Rebel Town                    | 5:30  |
| 10. | Natural Forces                | 3:28  |
| 11. | Neon Diamond                  | 5:45  |
| 12. | Beyond Gravity                | 4:33  |
| 13. | Here We Go Again              | 5:06  |
| 14. | We Strike Back                | 3:52  |
| 15. | Beyond Good and Evil          | 6:29  |

## Musiciens
- Udo Dirkschneider : chant
- Manuela Markewitz : chant
- Tilen Hudrap : basse
- Dee Dammers : guitare
- Andrey Smirnov : guitare
- Sven Dirkschneider : batterie
- Das Musikkorps der Bundeswehr